# Katrin Heß
Katrin Heß (26 de junio de 1985, Aquisgrán, Alemania) es una actriz, dobladora y modelo alemana.

## Biografía
Heß realizó un curso de dos años de actuación en la escuela de teatro Arturo Schauspielschule de Colonia. Luego interpretó en el teatro La Noche de Colonia. Entre febrero de 2008 y septiembre de 2009, actuó en la serie Verbotene Liebe de la cadena pública ARD como "Judith Hagendorf". En 2008 se pasó a la cadena privada RTL a partir del episodio 74 para actuar en la serie de acción 112 – Sie retten dein Leben como "Pia Benning". Desde marzo de 2011, actúa en la serie de RTL, Alerta Cobra (en alemán Alarm für Cobra 11 – Die Autobahnpolizei como "Jenny Dorn". No fue hasta 2013, concretamente en el capítulo "El Gran Regreso" cuando jugó un papel importante en la serie junto a Tom Beck. Desde entonces es oficial de la policía criminal.
Desde noviembre de 2012 también participa en la serie de horario estelar de ZDF Los Garmisch-Cops, donde interpreta a Sandra Lehmann.

## Filmografía
- 2008: 112 – Sie retten dein Leben
- 2008–2009: Verbotene Liebe (Folge 3106–3464)
- seit 2011: Alarm für Cobra 11 – Die Autobahnpolizei
- 2011: Alles Bestens
- 2011: Colonia Brigada Criminal
- 2011: Countdown – Die Jagd beginnt
- 2012: Danni Lowinski
- 2012: Die Garmisch-Cops - Traktorfahrt in den Tod
- 2014–2016: Herzensbrecher – Vater von vier Söhnen
- 2014: Das Traumschiff – Mauritius
- 2014: Kommissar Dupin – Bretonische Verhältnisse
- 2015: Einstein (telefilm)
- seit 2015: Meuchelbeck (Fernsehserie)
- 2016: Colonia Brigada Criminal (teleserie)
- 2016: Heldt (teleserie)